# Андреа Казірагі
Андреа Альберт П'єр Казірагі (нар. 8 червня 1984) — старший син Кароліни, принцеси Ганноверської, та її другого чоловіка Стефано Казірагі.  Андреа є старшим онуком Реньє III, принца Монако, й американської акторки Грейс Келлі. Наразі Андреа Казірагі є четвертим у черзі престолонаслідування монакського трону після своїх двоюрідних братів-близнюків і матері.

## Біографія
Казірагі народився 8 червня 1984 року в госпітальному центрі принцеси Грейс в Ла-Коль, Монако, в сім'ї принцеси Монако Кароліни та її чоловіка, італійського бізнесмена й спортсмена Стефано Казірагі. Андреа — старший онук Реньє III, принца Монако, і його дружини, колишньої американської акторки Грейс Келлі — був названий на честь друга дитинства свого батька — дядька по материнській лінії принца Альберта й прадіда по материнській лінії принца П'єра, герцога Валентинуа. Хрещеними батьками Казірагі є його тітка по материнській лінії принцеса Стефані та його дядько по батьковій лінії Марко Казірагі. Сестра Андреа Шарлотта народилася 3 серпня 1986 року, а брат П'єр — 5 вересня 1987 року.
3 жовтня 1990 року батько Казірагі загинув у аварії на швидкісному катері в Монако.
Андреа вільно володіє французькою, італійською, англійською та німецькою мовами. Його хобі та інтереси включають читання, футбол, верхову їзду, водні види спорту, катання на лижах та колекціонування годинників Swatch.

## Особисте життя
У липні 2012 року принцеса Кароліна опублікувала заяву, в якій оголосила, що її син Андреа Казірагі й Татьяна Санто Домінго заручилися після семи років стосунків.
6 листопада Домінго згадала в інтерв'ю La Voz Libre, що вагітна. 21 березня 2013 року в Портлендській лікарні в Лондоні, Англія вона народила сина, Алешандре Андреа Стефано «Саша» Казірагі. Оскільки Андреа й Татьяна не були одружені на момент пологів, їхній перший син у той час не був включений в монакську лінію спадкування. Однак після шлюбу він зайняв п'яте місце в лінії спадкування престолу Монако.
Казірагі й Санто Домінго одружилися на цивільній церемонії в Княжому палаці Монако 31 серпня 2013 року. Пізніше, 1 лютого 2014 року, відбулася релігійна церемонія в Гштааді, Швейцарія.
Друга дитина подружжя, дочка Індія, народилася в Лондоні 12 квітня 2015 року. Третя дитина, син Максиміліан Реньє, народився в Монако 19 квітня 2018 року.